# HistoCrypt
HistoCrypt (englisches Kofferwort aus Historical Cryptology; deutsch „Historische Kryptologie“) ist der Name einer internationalen wissenschaftlichen Konferenz zur Geschichte der Kryptologie.

## Geschichte
Die HistoCrypt ist eine jährlich seit 2018 stattfindende Konferenz. Sie widmet sich sämtlichen Aspekten der Historie der Kryptologie, also der Geschichte von Kryptographie und Kryptanalyse. Auch Nachbarfelder, wie Militärgeschichte, Geschichte der Rechentechnik, der künstlichen Intelligenz und auch der Linguistik finden Beachtung.
Ein besonderer Fokus liegt auf historischen Kryptogrammen, wie verschlüsselten Schriftstücken oder Funksprüchen, und auch Codes und Codebüchern. Dabei interessieren unter anderem Anwendungen und geschichtliche Beispiele beim Militär, in der Diplomatie oder im Geschäftswesen. Von ganz speziellem Interesse ist die Erforschung und Entwicklung moderner – durch Computer gestützte – Verfahren zum Bruch historischer Verschlüsselungen. Dazu gehören Handschlüssel, wie beispielsweise Nomenklatoren, polyalphabetische oder gemischte Verfahren wie ADFGX, aber auch vergleichsweise moderne Maschinenschlüssel. Ein sehr beliebtes und prominentes Objekt ist die deutsche Enigma-Maschine aus dem Zweiten Weltkrieg.
Die HistoCrypt sieht sich in der Tradition ihrer Vorläufer-Veranstaltungen, wie dem European Historical Ciphers Colloquiums (EuroHCC), das 2012 im hessischen Heusenstamm, 2016 in Kassel und 2017 im slowakischen Smolenice ausgerichtet wurde. Die erste HistoCrypt fand 2018 in der Universität Uppsala in Schweden statt.
Ein amerikanisches Pendant zur HistoCrypt ist das Cryptologic History Symposium.